# Aéroport international de Coni
Pour les articles homonymes, voir CUF.
L'aéroport international de Coni ou aéroport de Coni-Levaldigi (en italien : Aeroporto di Cuneo ou Aeroporto di Cuneo-Levaldigi) (code IATA : CUF • code OACI : LIMZ), parfois désigné sous le nom d'aéroport de Turin-Coni Levaldigi (Aeroporto di Torino-Cuneo Levaldigi) est un aéroport civil situé à Savillan (Savigliano), près de Coni (Cuneo), dans la province de Coni, dans la région du Piémont en Italie. Il est desservi notamment par des compagnies aériennes à bas prix.

## Situation

### Carte des aéroports en Italie
| \| 100 km1:7 506 000 \| Abruzzes Alghero Ancône Bari Bergame Bologne Bolzano Brescia Brindisi Cagliari Catane Comiso Grosseto Coni Elbe Florence Foggia Gênes Lamezia Terme Lampedusa Milan L. Milan M. Naples Olbia Palerme Pantelleria Parme Pérouse Pise Reggio de Calabre Rimini Rome C. Rome F. Salerne Trapani Trévise Trieste Turin Venise Vérone |
| 100 km1:7 506 000 |

L'aéroport est situé à environ vingt kilomètres au nord-est de Coni. Son emprise est entièrement située dans la partie sud du territoire de la municipalité de Savillan, et au sud du village de Levaldigi qui est une frazione de Savillan. La route nationale 20 (it) « du col de Tende et de la vallée de la Roya » (Strada statale 20 del Colle di Tenda e di Valle Roja), tracée dans ce secteur approximativement selon un axe sud-ouest/nord-est, longe le sud-ouest de l'emprise de l'aéroport. C'est la principale voie routière de desserte de celui-ci. Elle permet de rejoindre au nord le centre de Savillan (à une dizaine de kilomètres) et Turin (à une soixantaine de kilomètres), et au sud, d'atteindre Coni, et au-delà, par le col de Tende, Nice et le département français des Alpes-Maritimes.

## Statistiques
Le graphique qui aurait dû être présenté ici ne peut pas être affiché car il utilise l'ancienne extension Graph, désactivée pour des questions de sécurité. Des indications pour créer un nouveau graphique avec la nouvelle extension Chart sont disponibles ici.

Voir la requête brute et les sources sur Wikidata.

## Compagnies aériennes et destinations
| Compagnies       | Destinations                                                          |
| ---------------- | --------------------------------------------------------------------- |
| Air Arabia Maroc | Casablanca-Mohammed-V                                                 |
| Ryanair          | Cagliari, Palerme Falcone-Borsellino, Rome Léonard-de-Vinci/Fiumicino |

Édité le 04/02/2018. Actualisé le 05/01/2023.